# Touch of Class
Touch of Class est une jument Pur-sang baie qui a fait partie de l'équipe américaine de saut d'obstacles aux Jeux olympiques d'été de 1984, remportant la médaille d'or en individuel et par équipes. Elle est montée par Joseph Fargis.

## Histoire

### Avant 1984
Touch of Class est née le 27 avril 1973, et a d'abord été enregistrée sous le nom de « Stillaspill » auprès du Jockey Club, menant une brève carrière de courses avant d'être formée au saut d'obstacles. En 1981, lors de sa première année au niveau des Grands Prix, elle remporte plusieurs titres, et en 1982, elle se qualifie avec Fargis pour rejoindre l'équipe des Championnats du Monde à Dublin. Lorsque Fargis est blessé en 1982, Touch of Class est prêtée à Conrad Homfeld. L'équipe américaine a remporté le Grand Prix de Southampton, terminant 4e en 1983 à la Coupe du Monde. Avec Fargis de retour en selle, Touch of Class fait partie de l'équipe de la Coupe des Nations qui l'emporte à Rome et à Calgary en 1983. Plus tard dans sa carrière, elle a également été sélectionnée en équipe Coupe des Nations à Aix-la-chapelle, à Washington et à New York. En 1984, Touch of Class et Fargis ont remporté le Grand Prix de Tampa.

### Jeux Olympiques de 1984
Grâce à la cohérence de leurs performances en 1984, Touch of Class et Fargis sont sélectionnés en équipe olympique de saut d'obstacles, surnommée la « Dream Team ». Touch of Class réalise le premier double sans fautes de l'histoire des Jeux olympiques, effectuant 90 sauts sur 91 sans toucher une barre. Elle décroche deux médailles d'or. En individuel, Touch of Class et Fargis concourent contre Conrad Homfeld, qui remporte l'argent. Elle est le quatrième cheval de l'histoire à remporter deux médailles d'or en saut d'obstacles, le précédent étant celui de Hans Winkler, Halla, en 1956. Sa performance lui a permis d'être le premier athlète non humain nommé « Femme Athlète équestre de l'Année ».

### Post-Jeux Olympiques de 1984
Touch of Class continue de concourir avec succès dans les années 1980, et prend la première place au classement de la Coupe du Monde de la Côte Est américaine en 1984 et 1985. Elle a également eu une carrière de poulinière fructueuse. Touch of Class a été intronisée au Hall of Fame de saut d'obstacles en 2000. Elle meurt à River Circle Farm à Franklin, dans le Tennessee, le 1er juillet 2001.

## Pedigree
| Origines de Touch of Class | Origines de Touch of Class | Origines de Touch of Class | Origines de Touch of Class |
| -------------------------- | -------------------------- | -------------------------- | -------------------------- |
| Père Yankee Lad 1965       | Rejected 1950              | Revoked 1943               | Blue Larkspur - 1926       |
| Père Yankee Lad 1965       | Rejected 1950              | Revoked 1943               | Gala Belle - 1937          |
| Père Yankee Lad 1965       | Rejected 1950              | By Line 1940               | Blenheim - 1927            |
| Père Yankee Lad 1965       | Rejected 1950              | By Line 1940               | Sable Scarf - 1934         |
| Père Yankee Lad 1965       | Tabarina 1949              | The Yuvaraj 1943           | Fairway - 1925             |
| Père Yankee Lad 1965       | Tabarina 1949              | The Yuvaraj 1943           | Epona - 1937               |
| Père Yankee Lad 1965       | Tabarina 1949              | Scotch Girl 1943           | Valerian - 1933            |
| Père Yankee Lad 1965       | Tabarina 1949              | Scotch Girl 1943           | Scotch Hussy - 1937        |
| Mère Kluwall 1966          | Cornwall 1947              | Some Chance 1939           | Chance Play - 1923         |
| Mère Kluwall 1966          | Cornwall 1947              | Some Chance 1939           | Some Pomp - 1931           |
| Mère Kluwall 1966          | Cornwall 1947              | Corinne Dailey 1932        | Swift and Sure - 1923      |
| Mère Kluwall 1966          | Cornwall 1947              | Corinne Dailey 1932        | Headdress - 1927           |
| Mère Kluwall 1966          | Klutassen 1950             | Rustom Sirdar 1942         | Nearco - 1935              |
| Mère Kluwall 1966          | Klutassen 1950             | Rustom Sirdar 1942         | Mrs. Rustom - 1931         |
| Mère Kluwall 1966          | Klutassen 1950             | Hilena 1930                | High Cloud - 1916          |
| Mère Kluwall 1966          | Klutassen 1950             | Hilena 1930                | Felina - 1920              |